# Списак сликара/Ј
| Сликари: A Б В Г Д Ђ Е Ж З И Ј К Л Љ М Н Њ О П Р С Т Ћ У Ф Х Ц Ч Џ Ш |

## Ја..
Алексеј фон Јавленски (1864—1941), руски сликар
Божидар Јакац (1899—1989), словеначки сликар, графичар и илустратор
Егил Јакобсен (1910—1998), дански сликар
Рихард Јакопич (1869—1943), словеначки сликар
Ђура Јакшић (1832—1878), српски сликар
Матија Јама (1872—1947), словеначки сликар
Никола Јанковић (рођен 1926), српски сликар
Марија Јарема (1908—1958), пољска сликарка
Еро Јарнефелт (1863—1937), фински сликар
Владислав Јароцки (1879—1965), пољски сликар
Јури Месен-Јашин (рођен 1941), летонски сликар

## Је..
Џек Батлер Јејтс (1871—1957), ирски сликар
Андреј Јемец (рођен 1934), словеначки сликар и графичар
Змаго Јерај (рођен 1937), словеначки сликар, фотограф и илустратор
Борис Јесих (рођен 1943), словеначки сликар

## Јо..
Џозеф Јоакум (1886—1972), амерички сликар
Ђорђе Јовановић (1861—1953), српски сликар
Паја Јовановић (1859—1957), српски сликар
Јакоб Јорданс (1593—1678), фламански сликар
Асгер Јорн (1914—1973), дански сликар
Младен Јосић (1897—1972), српски сликар
Петар М. Јоксимовић (1987), српски сликар

## Ју..
Јенс Јуел (1745—1802), дански сликар
Чен Јунг (—{XIII}— век), кинески сликар
Џек Батлер Јитс (1871—1957), ирски сликар
Џозеф Јоакум (1886—1972), афричко амерички сликар
| Сликари: A Б В Г Д Ђ Е Ж З И Ј К Л Љ М Н Њ О П Р С Т Ћ У Ф Х Ц Ч Џ Ш |